# An Elastic Affair
An Elastic Affair (1930) és un curtmetratge, una comèdia, de 10 minuts dirigida per Alfred Hitchcock amb els actors Cyril Butcher (1909-1988) com "the Boy" i Aileen Despard (nascuda el 1909) com "the Girl"—els dos van guanyar una beca de la revista de cinema britànica Film Weekly.
Aquest film va ser estrenat el 19 de gener de 1930 en una cerimònia al London Palladium, actualment es considera una pel·lícula perduda (lost film).